# エクシング・ミュージックエンタテイメント
株式会社エクシング・ミュージックエンタテイメント（英: XING MUSIC ENTERTAINMENT Co., Ltd.／略称:XME）は、ブラザー工業グループで、東京都港区に本社を置く音楽出版社・レコードレーベル・音楽情報誌発行・イベントスペース運営などを主業務とする会社。親会社は通信カラオケ大手JOYSOUNDを運営するエクシング。主な関連会社は大手レコード会社のテイチクエンタテインメント。

## 概要
音楽出版社として音楽著作物の管理・運用、レコードレーベル「XMEレーベル」の運営を行う。エクシングの100%子会社を活かしたインディーズ楽曲やマイナー楽曲を通信カラオケJOYSOUND・UGAおよび「JOYSOUNDメロ×うた」や「JOYSOUNDカラオケ」などのモバイルコンテンツに特別有料入曲するサービスも行っている。
2010年11月には第二事業部を設置し音楽著作物の部分信託を開始した。これにより今まで(第一事業部)の全信託では実現出来なかった通信カラオケ・放送・演奏といった商用利用目的の部分のみ著作権利用料の徴収がなされ、インタラクティブ配信などを信託から除外したいと望むクリエイターへの要望に応える事が可能になった。
2014年（平成26年）4月には、株式会社エアーズが発行する音楽情報誌『月間ミュージック☆スター』の事業を譲り受け、6月号より発行人となっていたが、2020年7月18日発売号を最後に休刊した。

## J-SQUARE SHINAGAWA
J-SQUARE SHINAGAWA(ジェイスクエア シナガワ)は、株式会社エクシング・ミュージックエンタテイメントが運営するイベントスペース・多目的ホールである。2013年3月18日に東京都港区にグランドオープンしたカラオケボックス『JOYSOUND品川港南口店』の2階に開館した。
JOYSOUNDが誇る最新の音響装置と照明器機が自慢で、収用人数は着席で約150名、立席で約250名となっている。
ライブイベントやパーティーに記者会見等様々な用途に柔軟に対応できる。通信器機も装備している為、イベントをネット配信することも可能である。

## XMEレーベル
XMEレーベルは、株式会社エクシング・ミュージックエンタテイメントが運営するレコードレーベル。同社と同じくエクシングの子会社である大手レコード会社テイチクエンタテインメントのメジャー流通網を活用し、幅広いジャンルのアーティストを輩出している。JUNGLE☆LIFEとコラボした新レーベル「XME・JUNGLE☆LIFE」も同社により運営されている。

### 所属アーティスト

#### J-POP
- 出口陽
- 昴
- kee
- 大阪FUNKASTIC
- 強力翔
- （株）サイトウキカク
- ココロリポート
- FOR NEW ARRIVALs

#### 演歌・歌謡曲
- 薗田杏奈